# Алая река
«Алая река» (англ. Long Bright River) — американский телесериал, основанный на одноимённой книге Лиз Мур. Главную роль в нём сыграет Аманда Сейфрид. Его съёмки начались весной 2024 года, премьера состоялась в онлайн-кинотеатре Peacock 13 марта 2025.

## Сюжет
Полицейский из Филадельфии (Сейфрид) работает в районе с высоким уровнем наркомании, где происходит серия убийств.

## В ролях
- Аманда Сейфрид — Микки Фитцпатрик
- Николас Пиннок — Труман Доус
- Эшли Каммингс — Кейси, сестра Микки
- Каллум Винсон
- Джон Доман — Ги, дедушка Микки
- Дэш Михок
- Бритни Олдфорд
- Мэтью Дель Негро
- Гарриет Сэнсом Харрис
- Патч Дарраг
- Перри Маттфельд

## Производство
Телевизионная адаптация романа Лиз Мур Long Bright River для канала Peacock была анонсирована в январе 2024 года, шоураннером стала Никки Тоскано. Аманда Сейфрид получила главную роль. Авторы сериала — Мур и Тоскано, которые также являются исполнительными продюсерами. Производством занимаются компании Sony Pictures Television и UCP, подразделение Universal Studio Group. Нил Х. Мориц, Павун Шетти и Аманда Льюис будут исполнительными продюсерами от компании Original Film, а Эми Паскаль — исполнительным продюсером от компании Pascal Pictures. Хагар Бен-Ашер является режиссером и исполнительным продюсером первого эпизода. В феврале 2024 года Николас Пиннок получил роль Трумана Доуса. В том же месяце к актёрскому составу присоединились Эшли Каммингс, Каллум Винсон и Джон Доман. В марте 2024 года к актёрскому составу присоединились Дэш Михок, Бритн Олдфорд, Мэттью Дель Негро и Харриет Сэнсом Харрис.
Готовясь к роли, Аманда Сейфрид приняла участие в поездке с полицейскими Филадельфии в январе 2024 года. Съёмки проходили в Нью-Йорке в марте 2024 года.

## Отзывы и оценки
На сайте Rotten Tomatoes фильм имеет рейтинг 68 % основанный на 19 отзывах, со средней оценкой 7.8/10. 